# 论共产党员的修养

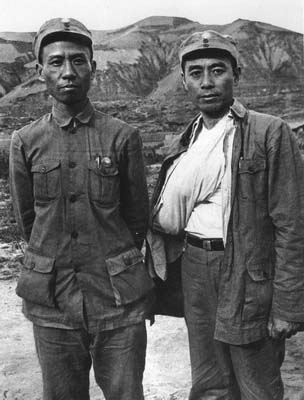
1939年8月，刘少奇在延安机场送周恩来到苏联养病。

《论共产党员的修养》，简称《修养》，是刘少奇於1939年7月，在延安马列学院作出的一場著名演說，內容大意是对中国共产党广大党员提出了党性锻炼的要求。
中华人民共和国成立後，1962年再版。鄧力群參與中共理論上的研究與宣傳工作，修改黨內綱領性的文章期間，也有對本文進行修改。在文革中，《论共产党员的修养》被称为“黑修养”，与黑六论同受批判。1980年平反后，该著作始恢复出版。

## 影響

### 對劉少奇本人
1968年进行整党建党之初，曾集中批判刘少奇的所谓六个修正主义“反动”理论（簡稱黑六论），其中党内和平论和公私溶化论（即“吃小亏占大便宜”），正出於《论共产党员的修养》一文。刘少奇也因此而被斥为“大肆宣扬孔孟之道，毒害广大党员和青年，为孔家店招魂”，并於1967年前后分别受到批判。